# Kościół św. Wawrzyńca i św. Kazimierza Królewicza w Rajczy
Kościół św. Wawrzyńca i św. Kazimierza Królewicza w Rajczy – parafialny rzymskokatolicki kościół z lat 1886–1889 w Rajczy w powiecie żywieckim, wpisany do rejestru zabytków nieruchomych województwa śląskiego.

## Historia

### Stary kościół

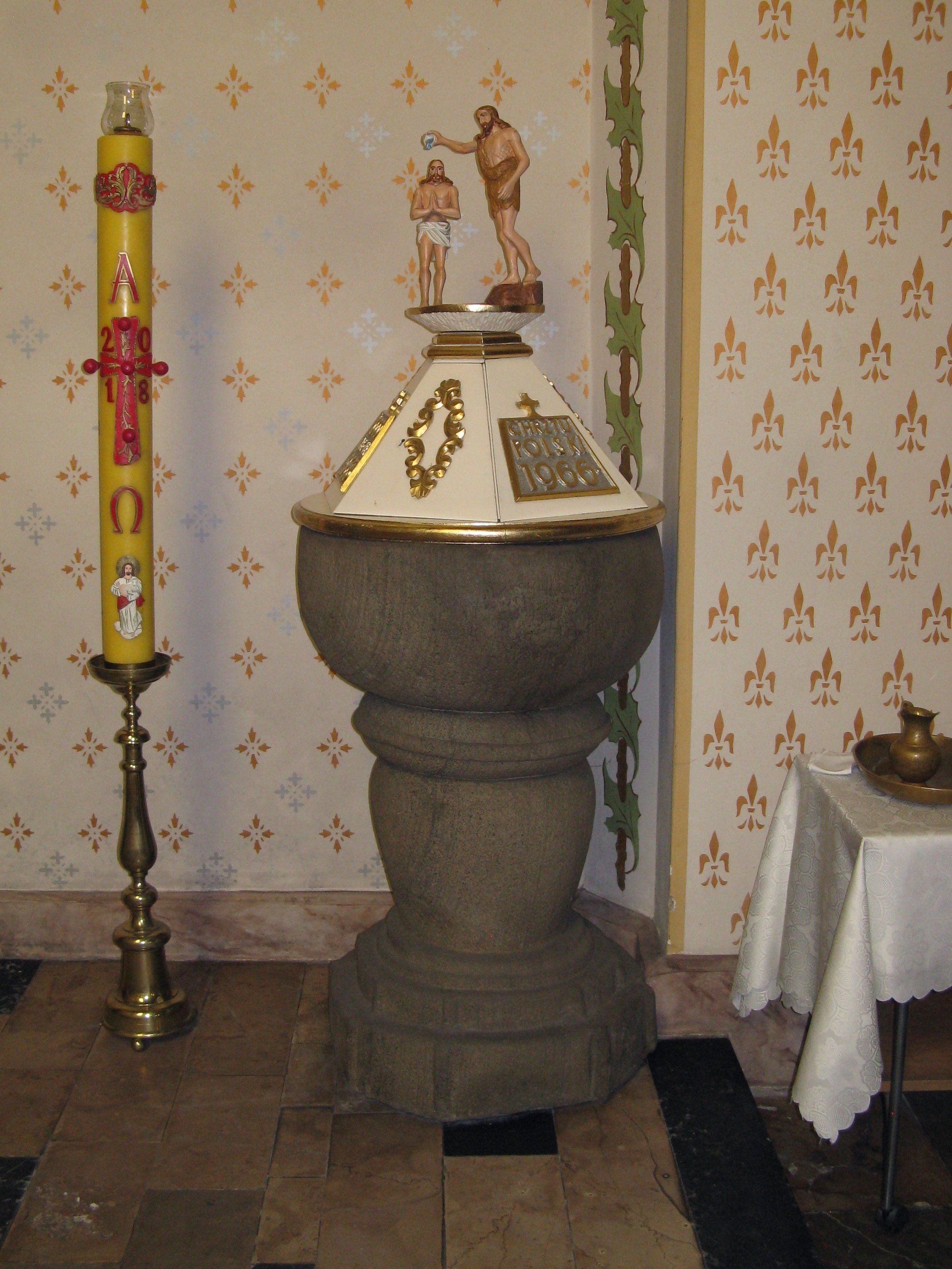
Barokowa kamienna chrzcielnica ze starego kościoła (2018)

Przywilej czy też pozwolenie na budowę pierwotnego kościoła w Rajczy nadał 4 lipca 1669 roku król Jan II Kazimierz Waza, który podarował także dla przyszłego kościoła kopię obrazu Matki Bożej Częstochowskiej. Kopia ta, zwana Matką Bożą Kazimierzowską,  została w następnych latach uznana za obraz cudowny i łaskami słynący. Z tego powodu rozwinął się jej kult, trwający do dziś.
Pierwotny drewniany kościół w Rajczy pod wezwaniem św. Wawrzyńca został wzniesiony na gruncie Jana Butora zgodnie z wolą króla Jana Kazimierza w 1674 roku staraniem ks. Wojciecha Symelliusa, plebana milowskiego, oraz jezuity ks. Kazimierza Gałeckiego, kaznodziei nauczającego często na żywiecczyźnie. Pomocy finansowej udzielili budowniczym Wawrzyniec Wodzicki, ówczesny dzierżawca państwa żywieckiego i Kazimierz Rabczyński, podstarości żywiecki; patroni nowej świątyni zostali wybrani od ich imion dla upamiętnienia ich ofiarności. Kościół wybudował Kazimierz Rabczyński z pobliskiej Żabnicy, natomiast wieżę dobudował w 1693 roku mistrz ciesielski Jan Bennert.  Świątynia została poświęcona 8 maja 1674 roku przez ks. Wojciecha Symelliusa. Pierwotny kościół został zamknięty w 1884 roku ze względu na zły stan techniczny, który groził zawaleniem budynku.

### Nowy kościół

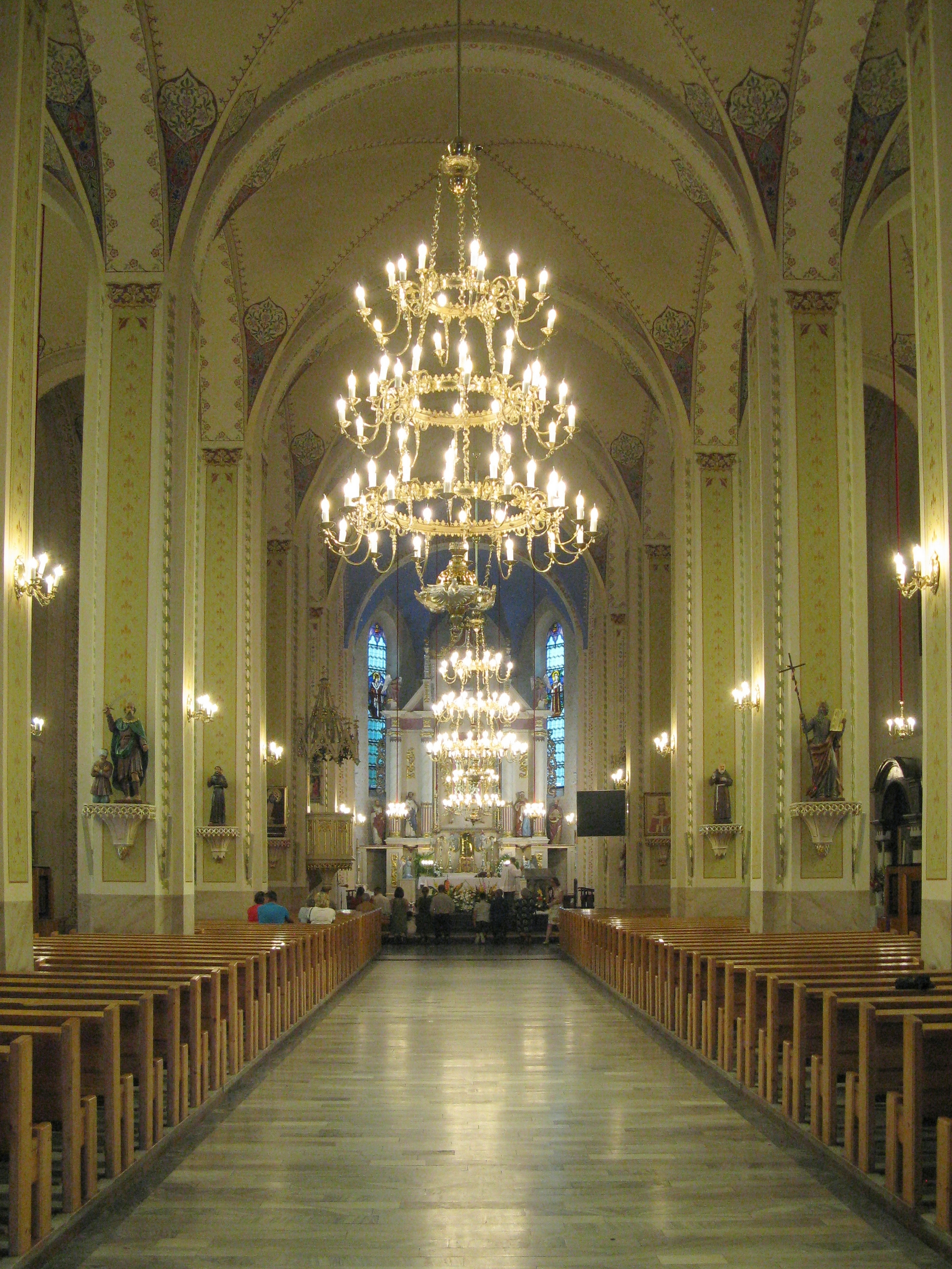
Wnętrze świątyni (2018)

Nowy kościół został wybudowany według projektu Karola Pietschki z 1885 roku przez Edwarda Stachurskiego na miejscu drewnianego w latach 1886–1889, staraniem proboszcza ks. Andrzeja Kuliga i parafian. Budulec ze starego kościoła posłużył do postawienia kaplicy cmentarnej. 15 października 1889 dokonano poświęcenia kościoła. Wyposażeniem świątyni zajął się następny proboszcz, ks. Michał Paleczny. Dzięki jego staraniom powstały dwa ołtarze boczne oraz wykonane zostało umeblowanie w postaci ławek, czy szaf liturgicznych. W 1894 roku wzniesiono plebanię, jej koszt budowy wyniósł  10 500 złotych reńskich. W 1917 roku wojsko zarekwirowało kościelne dzwony. W latach 1921–1922 świątynia została pomalowana, a w 1925 roku zostały zakupione i poświęcone nowe dzwony.
3 grudnia 1989 roku kościół, plebania z przełomu XIX i XX wieku oraz cmentarz przykościelny tj. teren po dawnym kościele z XVII wieku i starym cmentarzu zostały wpisane do rejestru zabytków nieruchomych województwa śląskiego.
2 lutego 1997 roku, dekretem biskupa Tadeusza Rakoczego nadano kościołowi status lokalnego sanktuarium; kościół w Rajczy jest jednym z czterech sanktuariów maryjnych na Żywiecczyźnie.
Wnętrze kościoła zostało odrestaurowane w 2005 roku, a obraz Matki Boskiej Kazimierzowskiej był poddany badaniu i konserwacji w 2016 roku.

## Architektura
Świątynia w Rajczy jest orientowana, trójnawowa, halowa, z ośmioma przęsłami, transeptem. Nawa główna łączy się z nawami bocznymi poprzez arkadowe filary. Wieloboczne prezbiterium otacza od północy zakrystia, od południa zaś – składzik.
Nad kruchtą znajduje się tworząca fasadę wysoka wieża z zegarem i trzema dzwonami, poniżej zegara kolisty witraż przedstawiający Najświętsze Serce Jezusa. Na dachu umieszczono sygnaturkę z dzwonem pochodzącym ze starego kościoła. Na dzwonie znajduje się napis Audite gentes vocem Domini 1677 (pol. słuchajcie narody głosu Pana) oraz ornament roślinny.
Obecny kościół murowany to budowla o charakterze eklektycznym, wnętrze nawiązuje do stylistyki romańskiej i gotyckiej.

### Wystrój

#### Prezbiterium
W prezbiterium znajduje się dwukondygnacyjny główny ołtarz ozdobiony czterema kolumnami, figurami apostołów: św. Piotra i Andrzeja, powyżej figurami św. Józefa i św. Anny. Górna kondygnacja zakończona kolumienkami z wazonami, widnieje w niej obraz przedstawiający Boga Ojca i Ducha Świętego, po jego bokach znajdują się figury aniołów, a całość zwieńczy korona.
We wnęce głównego ołtarza znajduje się przeniesiony z pierwotnego kościoła, umieszczony do 1976 roku w ołtarzu bocznym, lokalnie czczony obraz Matki Bożej (zwany wizerunkiem Matki Bożej Kazimierzowskiej od imienia darczyńcy lub Madonną z warkoczem), z nałożonymi 1 lipca 2017 roku biskupimi koronami. Wizerunek otaczają akanty. Na zasuwie zasłaniającej tenże wizerunek widnieje obraz św. Wawrzyńca. Na czterech witrażach w prezbiterium zostali przedstawieni: św. Michał, św. Kazimierz, św. Wawrzyniec i św. Teresa od Dzieciątka Jezus.
Przy murze absydy znajduje się grób proboszcza i budowniczego kościoła, ks. Andrzeja Kuliga, który zmarł w 1889 roku.

#### Ołtarze boczne
W północnym ramieniu transeptu znajduje się ołtarz Matki Boskiej Różańcowej, w jego centrum umieszczono obraz Matki Boskiej Różańcowej w otoczeniu świętych Dominika i Katarzyny ze Sieny. Wizerunek otaczają figury świętych Stanisława, Wojciecha, Dominika i Jacka. Nad obrazem jest rzeźba przedstawiająca koronację Marki Boskiej przez Trójcę Świętą otoczona figurami świętych Augustyna i Ambrożego.
W przeciwległym ołtarzu w południowym ramieniu transeptu widnieje obraz przedstawiający św. Kazimierza, otaczają go figury świętych Jana Chrzciciela i Szymona Stocka. W górnej części znajduje się płaskorzeźba ze sceną podania szkaplerza świętemu Szymonowi przez Matkę Boską, otoczona przez dwie figury świętych biskupów. W transepcie umieszczono witraże z przedstawieniami świętych Stanisława i Andrzeja Boboli.

#### Empora
Na poziomie empory umieszczono drewniane, polichromowane figury świętych Józefa, Jana Nepomucena, Barbary i Anny. W centralnej części chóru znajdują się organy z lwowskiej firmy Jana Grocholskiego, zbudowane w 1897 roku, wyposażone w mechaniczną trakturę gry i rejestrów, z neogotyckim prospektem nawiązującym stylistycznie do wnętrza świątyni. Organy mają dwa manuały i pedał, wyposażone są w 23 głosy.

#### Pozostałe elementy
Przy wejściu do składziku znajdują się nadnaturalnej wielkości polichromowane figury Chrystusa na krzyżu, Matki Boskiej i św. Józefa z Arymatei oraz świętych Jana Ewangelisty i Nikodema; rzeźby pierwotnie znajdowały się w ołtarzu bocznym. W prawej nawie umieszczono barokową chrzcielnicę, pochodzącą ze starego kościoła, z pokrywą zwieńczoną rzeźbą przedstawiającą chrzest Chrystusa.
Na ścianie kruchty znajduje się tablica poświęcona „pamięci fundatorów budowniczych kościoła parafialnego w Rajczy”.
Przy kościele znajduje się kapliczka Matki Boskiej Fatimskiej, która została zbudowana staraniem proboszcza ks. Zbigniewa Guszkiewicza oraz droga krzyżowa na pobliski szczyt Compel. 
Przy kościele znajduje się też pomnik księży-męczenników Michała Rapacza i Jerzego Popiełuszki. 

## Galeria

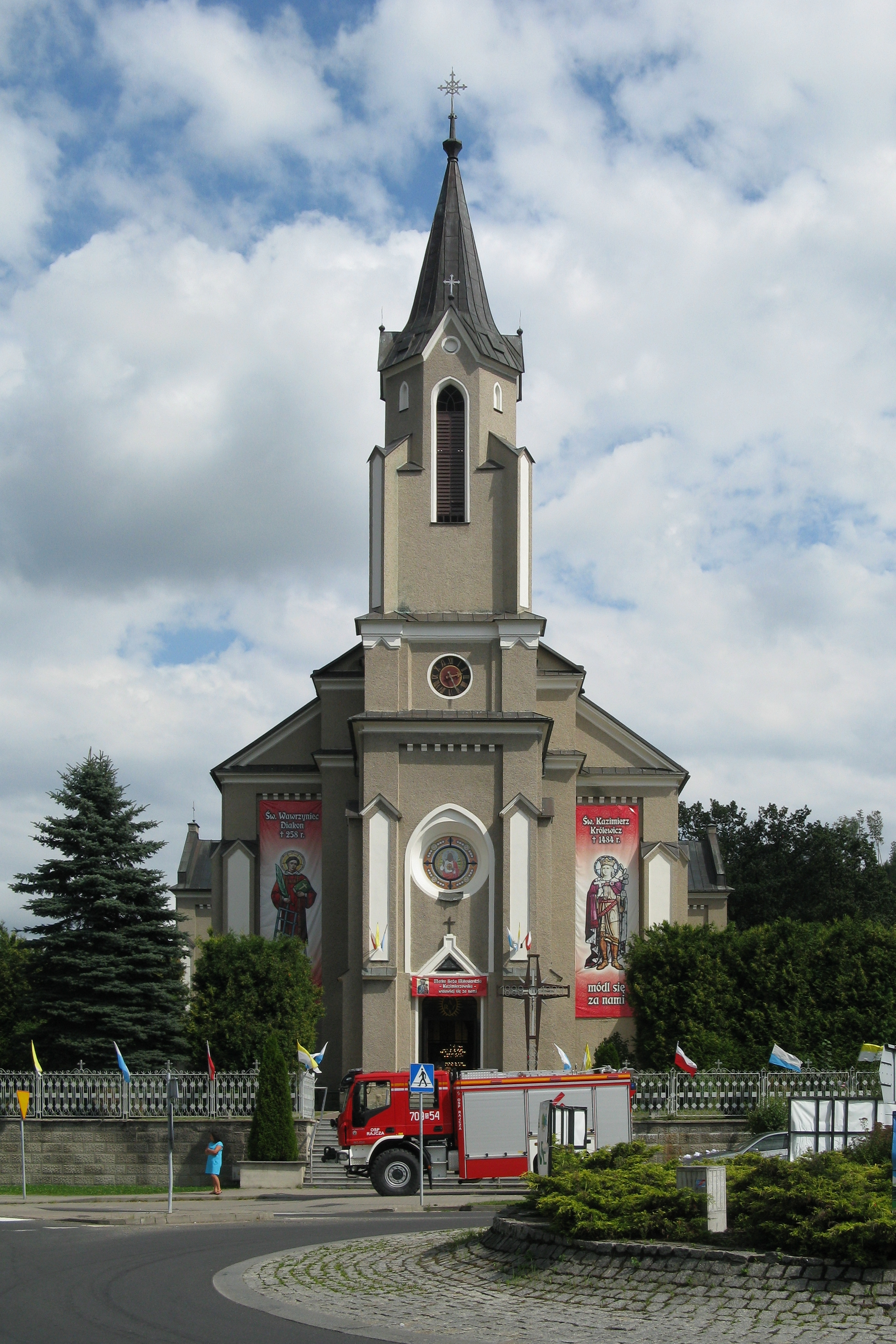
Fasada (2018)
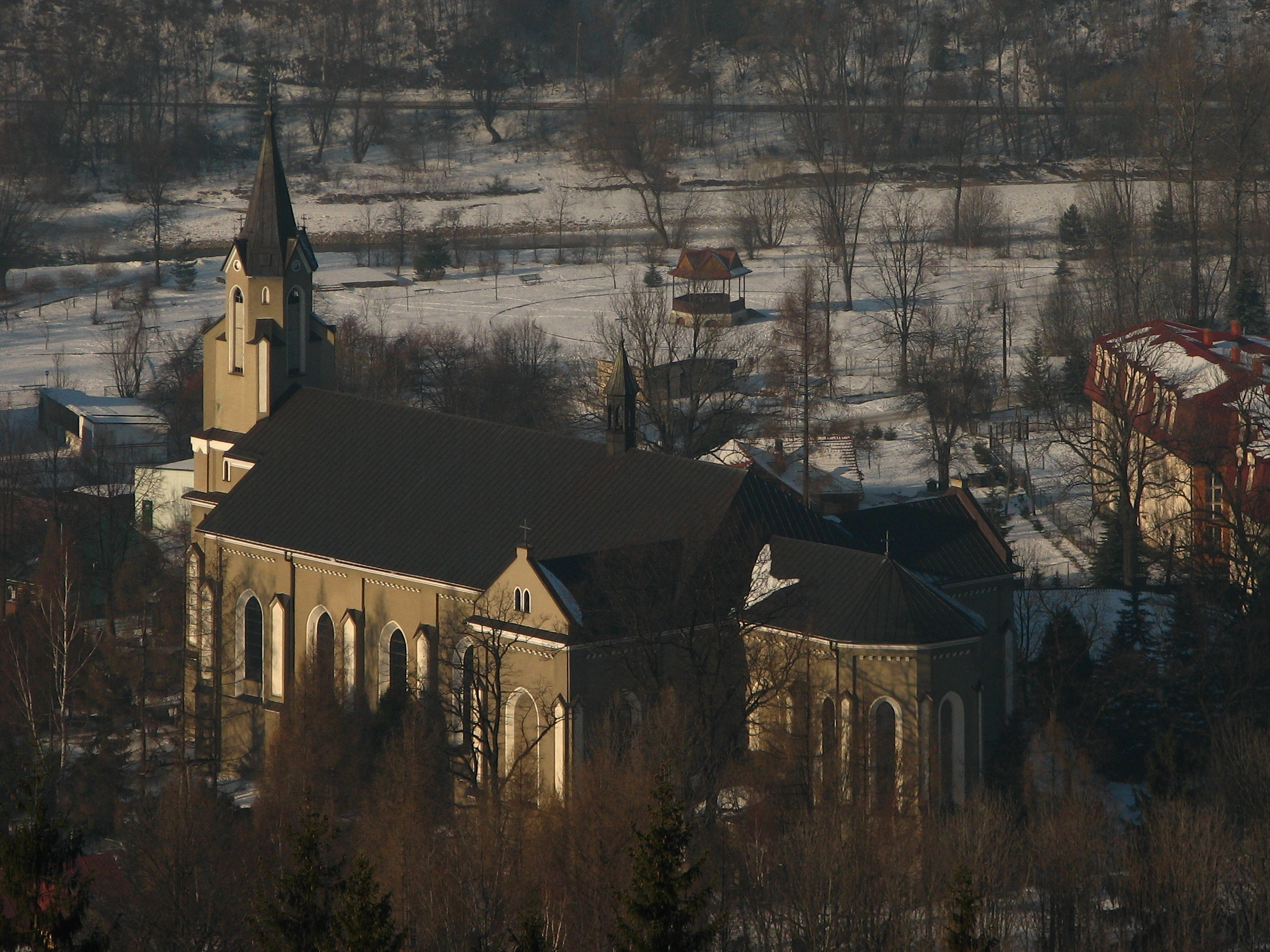
Kościół widziany ze stoku Compla (2007)
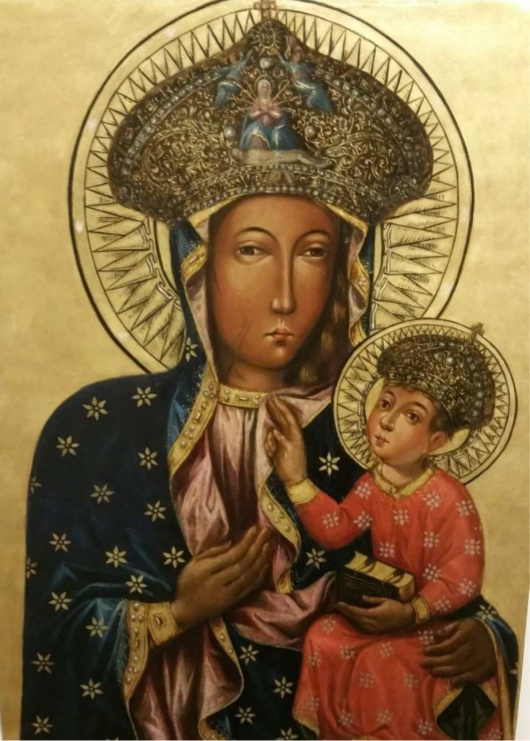
Obraz Matki Bożej Kazimierzowskiej w retabulum ołtarza głównego
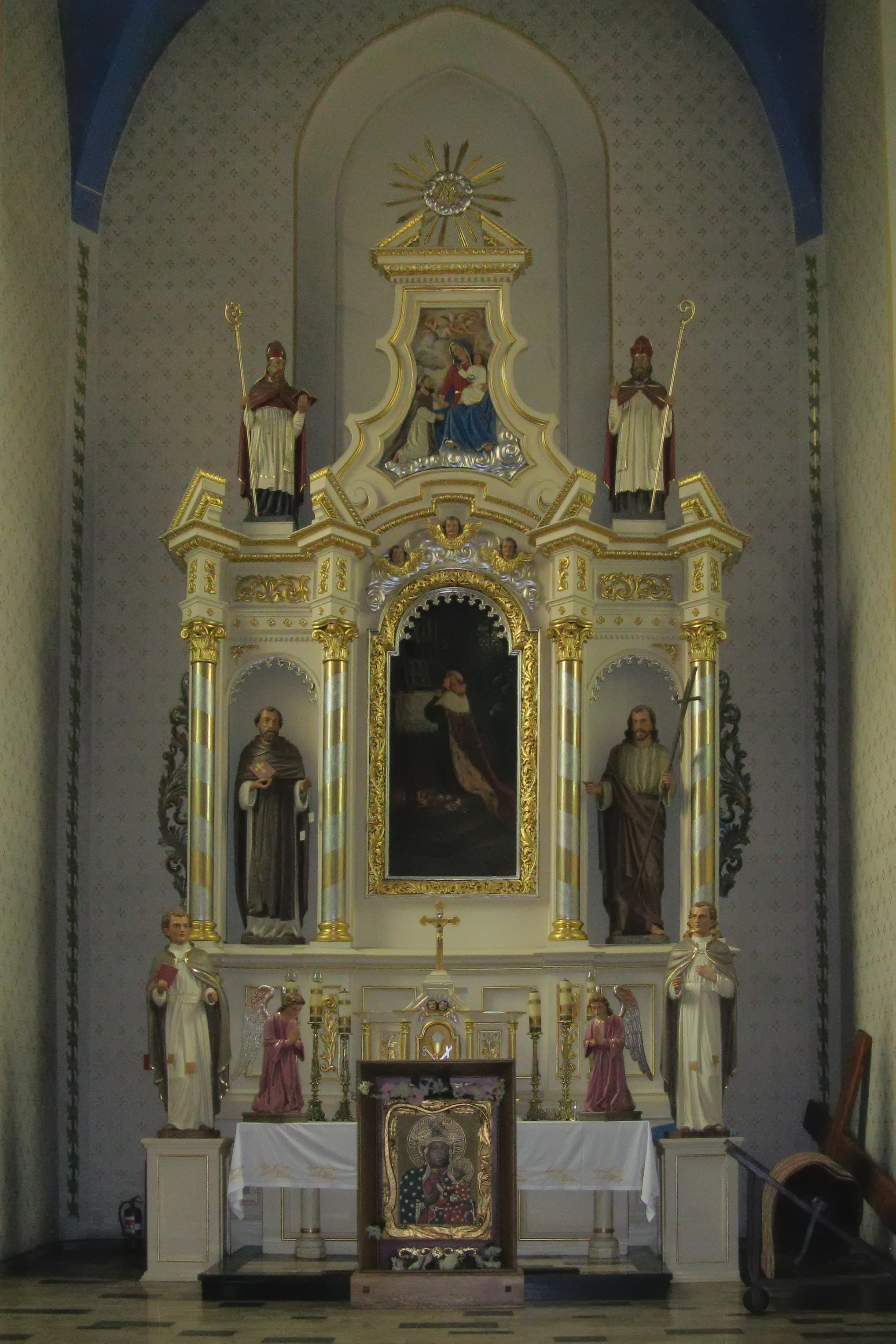
Ołtarz boczny św. Kazimierza (2018)
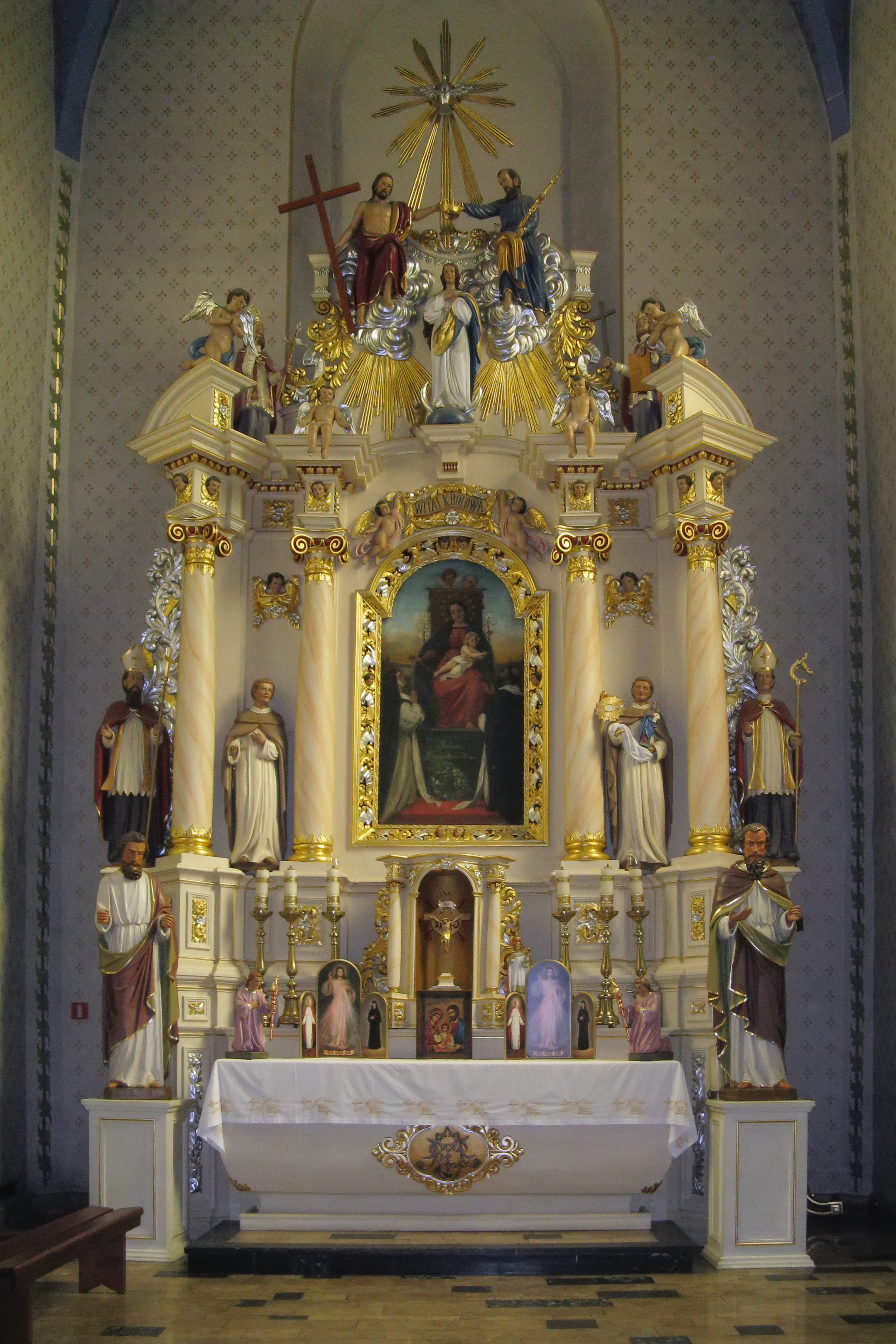
Ołtarz boczny Matki Boskiej Różańcowej (2018)
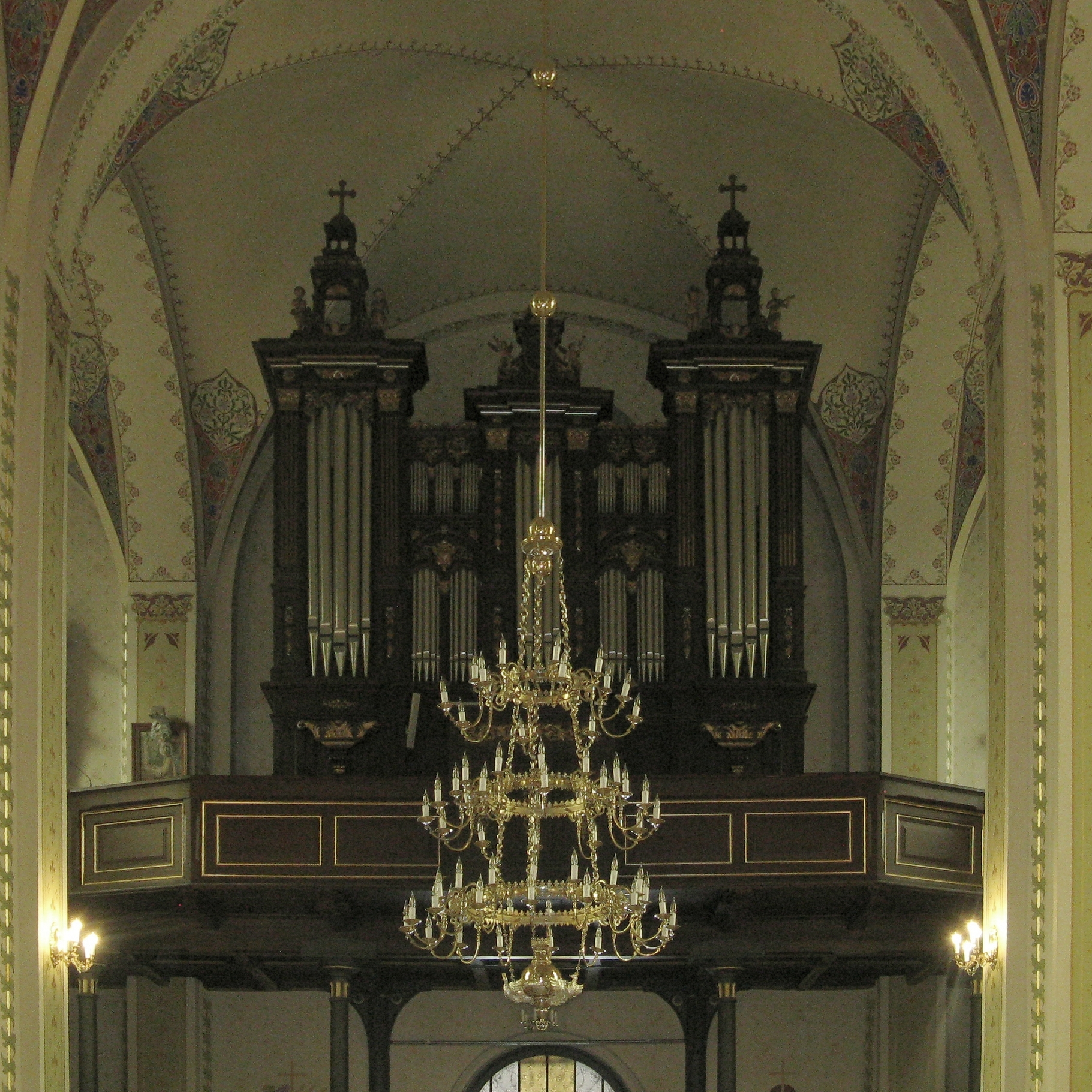
Prospekt organowy (2018)
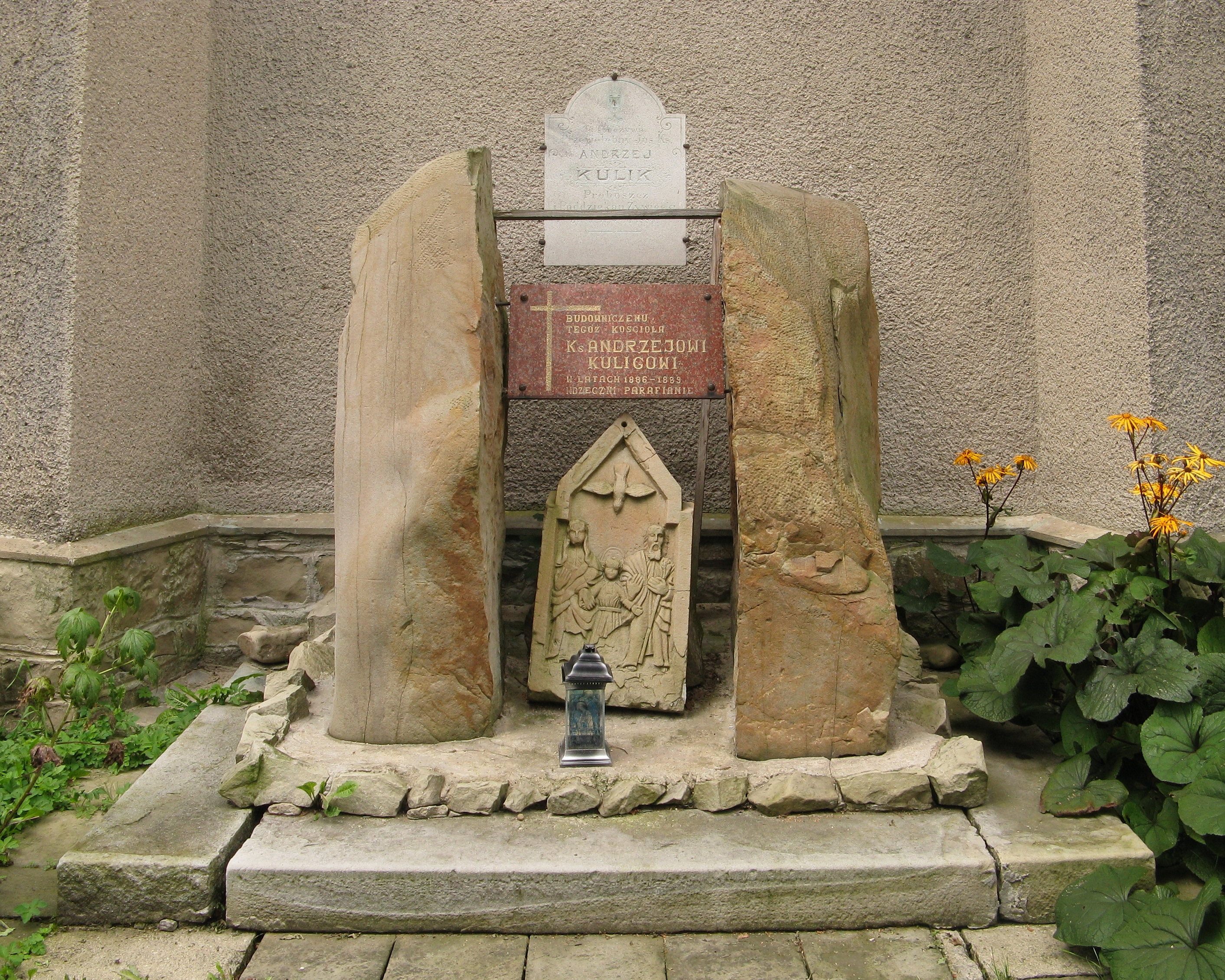
Grób ks. Andrzeja Kuliga przy absydzie (2018)
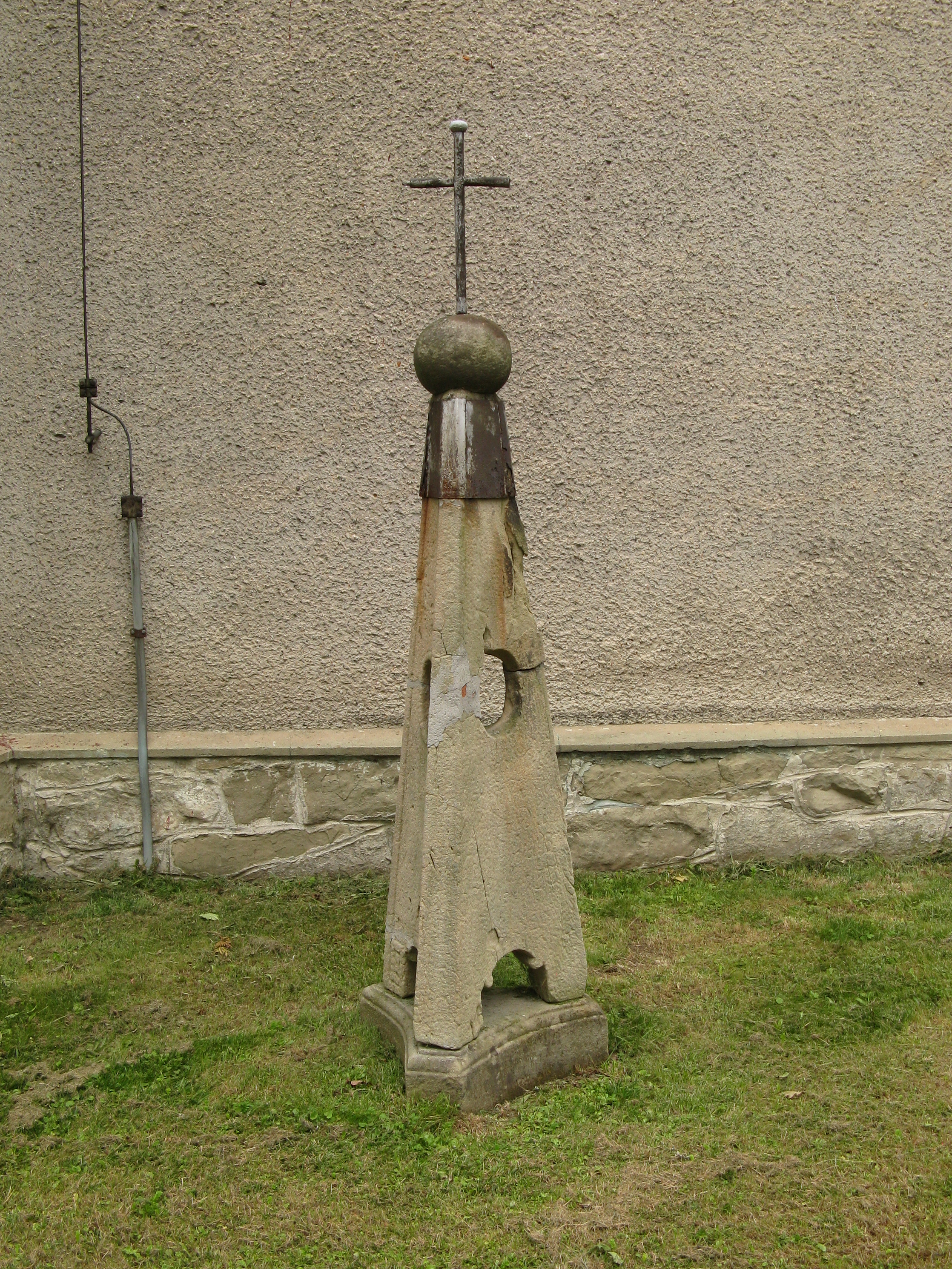
Nagrobek przy murze kościoła (2018)